# Aberdeen
Aberdeen /æbərˈdiːn/ ⓘ (tiếng Scots: Aiberdeen ngheⓘ; tiếng Gael Scotland: Obar Dheathain [ˈopər ˈʝɛhɪn]) là thành phố đông dân thứ ba tại Scotland, là một trong 32 khu vực hội đồng chính quyền địa phương của Scotland và là thành phố đông dân thứ 29 tại Vương quốc Liên hiệp Anh và Bắc Ireland, với 220.420 cư dân theo ước tính năm 2011.
Các biệt danh của thành phố bao gồm Thành phố Đá hoa cương, Thành phố Xám và Thành phố Bạc với các Bãi cát Vàng. Trong giai đoạn từ giữ thế kỉ 18 đến giữa thế kỉ 20, các tòa nhà của Aberdeen được xây dựng bằng nguồn đá hoa cương xám tại địa phương, chũng có thể có màu sắc lấp lánh giống như bạc do có chứa lượng mica cao. Thành phố có một bờ biển cát dài. Kể từ khi khám phá ra dầu biển Bắc trong thập niên 1970, thành phố có thêm các biệt danh Thủ đô dầu của châu Âu hay Thủ đô năng lượng của châu Âu.
Khu vực xung quanh Aberdeen đã có người cư trú ít nhất là từ 8.000 năm trước, khi các ngôi làng tiền sử nằm xung quanh cửa của các sông Dee và Don.
Aberdeen nhận được địa vị đô thị hoàng gia từ vua David I (1124–53), điều này đã giúp biến đổi kinh tế của thành phố. Hai trường đại học của thành phố là Đại học Aberdeen, thành lập từ năm 1495, và Đại học Robert Gordon, được trao vị thế đại học từ năm 1992, biến Aberdeen trở thành trung tâm giáo dục của khu vực đông bắc Scotland. Các ngành công nghiệp truyền thống như ngư nghiệp, sản xuất giấy, đóng tàu và dệt may đã bị ngành công nghiệp dầu khí và hải cảng vượt qua. Sân bay trực thăng Aberdeen là một trong các sân bay trực thăng thương mại bận rộn nhất trên thế giới và hải cảng của thành phố là hải cảng lớn nhất khu vực đông bắc của Scotland.